# Баварская солодовая карамель

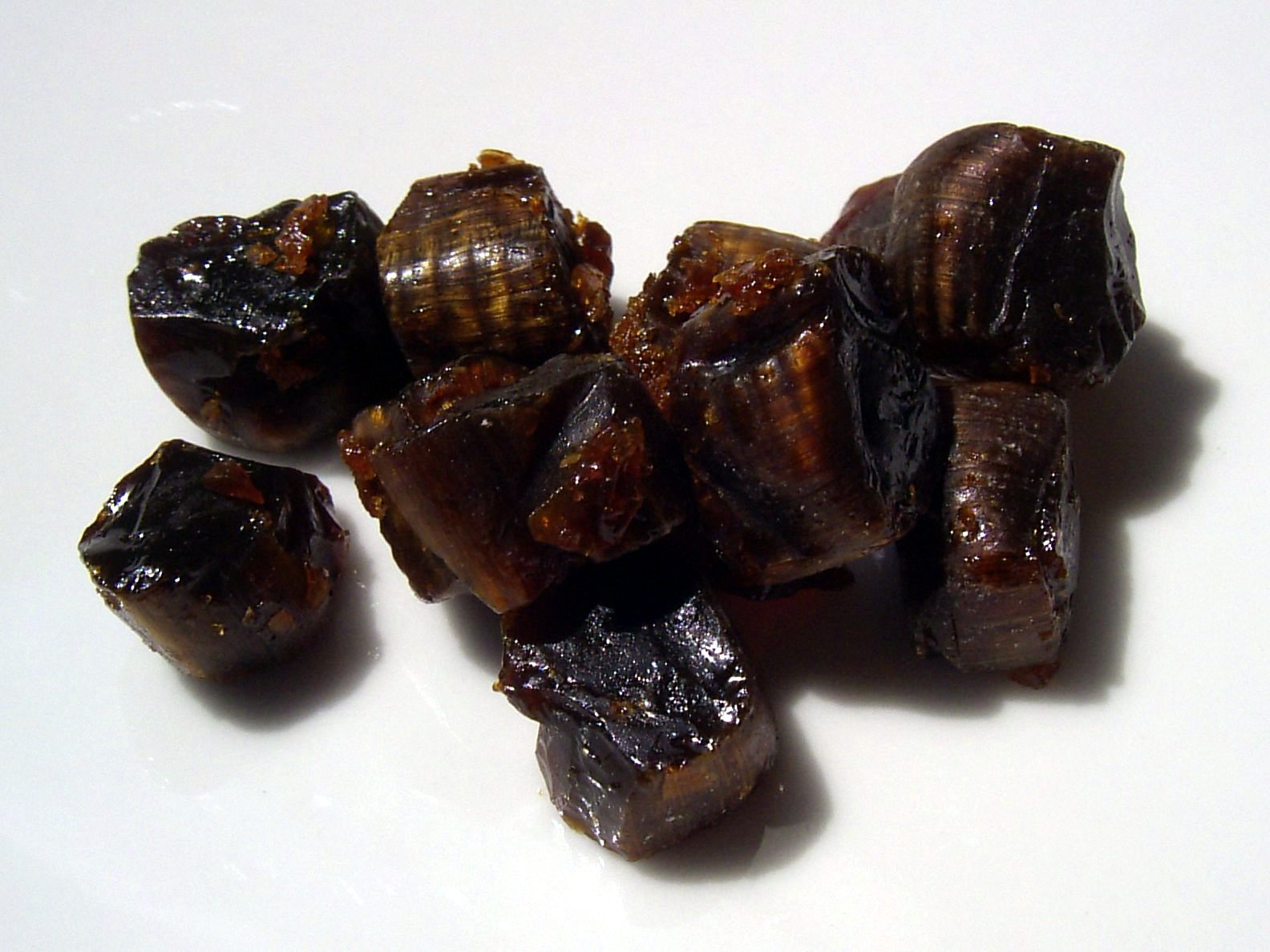
Баварская солодовая карамель

Баварская солодовая карамель (ба́йриш бло́кмальц, нем. Bayrisch Blockmalz — букв. «баварский блочный солод») — баварская сладость, сорт карамели в форме штампованной плитки тёмно-коричневого цвета весом 6—9 граммов. Содержит не менее 5 % солодового сиропа, имеет характерный вкус.
«Баварский блочный солод» был изобретён на рубеже XIX—XX веков нюрнбергским аптекарем Карлом Зольданом для лечения кашля и фарингита. Компанию Dr. C. Soldan GmbH, производящую баварскую солодовую карамель, в настоящее время возглавляет его правнук Перри Зольдан. Растворённая в горячем молоке солодовая карамель и ныне считается домашним средством для лечения кашля и охриплости. По традиции по-прежнему продается в аптеках и дрогери, а с 2006 года — также в продуктовых магазинах. С 2018 года находится под защитой географического указания в ЕС.